# С-175 «Гардина»
С-175 или «Гардина» — сигнализационная система для обеспечения режима государственной границы, методом охраны протяжённых участков с помощью технических средств охраны границы (ТСОГ), принятая на вооружение в 1979 году и сменивший С-100 «Скала».
Сокращение «С» означает «система» (как версия — «сигнализация»), довольно часто в литературе можно встретить название «комплекс». Более современный комплекс КС-185 или «Гоби», принятый на вооружение в конце 1980-х годов, имея ряд технологических преимуществ перед «Гардиной», в целом не имел решающего превосходства в надёжности эксплуатации и ремонта.
Установка С-175 началась на китайской границе в районе озера Зайсан в КазССР. За короткое время система стала базовой на государственной границе Советского Союза. Она позволяла контролировать до 40 участков рубежа по 500 метров стандартной длины (предел до 650 метров без дополнительного оборудования), разделённых на два фланга общей протяжённостью типично до 20 километров (до 26 км в пределе при максимальной длине участка 650 метров), поочерёдно управлять работой до четырёх электромеханических замков на воротах для пропуска персонала охраны границы. Принцип обнаружения нарушителя, как и в С-100, оставался электроконтактным (замыкание соседних металлических нитей или их обрыв). Допускалось подключение до двух дополнительных датчиков на других принципах работы (контактный, емкостной, индуктивный и так далее)
Срок службы некоторых элементов системы составлял до трёх лет (полиэтиленовые изоляторы крошились от солнечной радиации и лопались на морозе), других — до 8 и более лет: деревянные опоры и козырьки, проволочные нити, ржавеющие под дождём и так далее.
На 1991 год около 50 % периметра государственной границы СССР с Финляндией в Ленинградской области были прикрыты «Гардиной», другие, наиболее опасные, переведены на КС-185 или «Гоби». В Республике Карелия на «Гоби» переведено несколько десяткой километров периметра, остальные приходились на «Гардину». В 1992 году на территории Российской Федерации обновление комплексов пограничной электросигнализации было прекращено. На границах с постсоветскими Эстонией, Латвией, Белоруссией и Украиной электросигнализационные комплексы не возводились. На отдельных участках границы поддержание системы в рабочем состоянии и замена участков системы проводилась по крайней мере до конца 2001 года. На границах с Грузией, Азербайджаном и Китаем обслуживание электросигнализационных комплексов и возведение новых продолжается.

## «Гардина» в других странах — республиках бывшего СССР
До 90 % периметра сухопутных государственных границ СССР на 1991 год прикрывались системой «Гардина» и другими моделями. На территории Российской Федерации система нигде не была демонтирована на 2008 год, хотя восстановление повреждённых погодой и нарушителями частей проводится далеко не всегда. Электропитание комплекса на западных границах России не подаётся с начала 1990-х годов. На северо-западной границе подача питания осуществлялась по крайней мере до конца 2001 года.
«Гардиной» и комплексами других типов по состоянию на январь 2009 года были прикрыты границы России с Норвегией, Финляндией, Польшей (Калининградская область), включая Балтийскую Косу. На монгольской, китайской и корейской границах работа электросигнализации поддерживается в актуальном состоянии для предотвращения массового потока нелегальных иммигрантов.
В Литве на польской границе советская система «Гардина» не была демонтирована до синхронного вступления этой страны и Польши в Шенгенскую зону 21 декабря 2007 года. Даже после этой даты централизованного демонтажа системы не проводилось, а местные жители прорезали проходы в системе самостоятельно, поскольку пересекать внутришенгенскую границу разрешено всем в любом месте. Именно здесь благодаря всеобщей доступности «Гардина» стала настоящим туристическим аттракционом, на который едут посмотреть не только граждане Евросоюза, но и россияне и другие иностранцы.
В Белоруссии «Гардина» на границе с Польшей используется по назначению, хотя нет сведений, запитана ли она током и поддерживается ли в активном состоянии.
На Украине на границах с Польшей, Словакией, Венгрией и Румынией проволочные заграждения используются в пассивном режиме.
На границе Азербайджана и Ирана линейная часть системы не демонтирована, наличие управляющих блоков не подтверждено, на некоторых фотографиях их нет, на некоторых что-то подобное можно различить.

## Технические характеристики
1. Потребляемая мощность — 400 Вт на аппаратуру + около 400 Вт на зарядку аккумуляторной батареи
2. Количество участков охраны — 2 фланга по 20 участков.
3. Функциональное разделение аппаратуры — станционная, два фланга (левый и правый), блоки дистанционного управления замками.
4. Количество замков — 4 шт., «голландского» типа, с дистанционным управлением
5. Время работы в автономном режиме от одного комплекта АКБ — 24 часа.
6. Комплектов АКБ — 2 шт. (один рабочий, один на зарядке)
7. Напряжение питания: 24 В — замки, 90-110 В — линейная часть, 220 В — станционная часть.
8. Надёжность охраны: в зависимости от технического обслуживания — от 0,7 до 0,95.

## Принцип обработки и передачи информации
Состояние о участках системы и дополнительных датчиков контролируется непрерывно в каждый момент времени. Состояние участков контролируется попарно. Также к информации о состоянии двух участков добавляется информация о состоянии дополнительных датчиков. Если сигнал тревоги выдаёт основной датчик — дополнительный датчик свой сигнал тревоги не передаёт.
Пакет информации передаётся комбинацией 3 частот:
1. Дежурный режим: - + -
2. Тревога, первый основной: + - -
3. Тревога, второй основной: - - +
4. Тревога двух основных или нет питания: - - -
5. Тревога, первый дополнительный: + + -
6. Тревога, второй дополнительный: - + +
7. Тревога двух дополнительных: + + +

Таким образом с помощью трёх частот формируется 7 состояний.
Информация о состоянии датчиков определяется строго заданной частотой для каждого участка (датчика). Для 20-ти участков на фланге используется 60 частот для датчиков и ещё 2 частоты для замковых устройств. Частотное разделение сигналов позволяет параллельно контролировать полностью 20 участков в любой момент времени (в отличие от комплекса КС-185 «Гоби», где использовано временное разделение сигналов).
Левый и правый фланг связаны только по питанию. Информационные частотные сигналы по флангам физически разделены. Поэтому, частотно-анализирующая часть полностью взаимозаменяемая.
Линейная аппаратура состоит из Блока линейного и Блока грозозащиты. Все блоки полностью идентичны, частота сигналов задаётся с помощью платы фильтров. Разность частот до 10 кГц, поэтому применяются механические фильтры ФЭМ.
Особенностью системы является питание линейной части, осуществляемая по принципу провод-земля, поэтому надёжное заземление Линейных блоков, и Станционной части является залогом успешной работы системы в целом.

## Недостатки системы «Гардина»
Система «Гардина» является простым и эффективным средством обеспечения режима Государственной границы. Расчёт производился на неподготовленного нарушителя. Также, инженерным сооружением обеспечивался санитарный контроль за сезонными перемещениями диких и домашних животных, для предотвращения пандемий и эпизоотий.
В то же время «Гардине» присущи определенные недостатки. Для оборудования одного километра границы требуется 334 деревянных столба длиной 3 метра. Срок службы столба, в зависимости от климатических условий, составляет от 3-х до 10 лет, после чего требуется замена. Для обеспечения сигнализационного полотна на 1 км требуется до 2,5 тонн колючей проволоки. Для крепления пластиковых изоляторов (более 12 тыс. штук) требуется более 60 кг гвоздей. Для пропайки проводов и колючей проволоки требуется несколько десятков литров бензина и пара килограммов олова. Все эти факторы сделали невозможным в условиях постоянного сокращения финансирования пограничных войск поддержание и дальнейшее развитие подобных систем, основной упор в новейших системах сделан на сигнализационных комплексах незаградительного типа.
Основываясь на опыте эксплуатации С-175, в целом очень надёжная система, некоторые блоки такие как: блок питания,ГДП — генератор дистанционного питания, имеют холодный резерв, установленный в станционной части, в случае выхода из строя основных блоков замена на запасные не занимает более минуты.